# Politik i Hubei

Hubeis läge i Kina.

Den politiska makten i Hubei utövas officiellt av provinsen Hubeis folkregering, som leds av den regionala folkkongressen och guvernören i provinsen. Dessutom finns det en regional politiskt rådgivande konferens, som motsvarar Kinesiska folkets politiskt rådgivande konferens och främst har ceremoniella funktioner. Provinsens guvernör sedan september 2021 är Wang Zhonglin.
I praktiken utövar dock den regionala avdelningen av Kinas kommunistiska parti den avgörande makten i Hubei och partisekreteraren i regionen har högre rang i partihierarkin än guvernören. Sedan augusti 2022 heter partisekreteraren Wang Menghui.

## Lista över Hubeis guvernörer
1. Li Xiannian (李先念): 1949−1954
2. Liu Zihou (刘子厚): 1954−1956
3. Zhang Tixue (张体学): 1956−1967
4. Zeng Siyu (曾思玉): 1968−1973
5. Zhao Xinchu (赵辛初): 1973−1978
6. Chen Pixian (陈丕显): 1978−1980
7. Han Ningfu (韩宁夫): 1980−1982
8. Huang Zhizhen (黄知真): 1982−1986
9. Guo Zhenqian (郭振乾): 1986−1990
10. Guo Shuyan (郭树言): 1990−1993
11. Jia Zhijie (贾志杰): 1993−1995
12. Jiang Zhuping (蒋祝平): 1995−2001
13. Zhang Guoguang (张国光): 2001−2002
14. Luo Qingquan (罗清泉): 2002−2007
15. Li Hongzhong (李鸿忠): 2007−2010
16. Wang Guosheng (王国生): 2010−2016
17. Wang Xiaodong (王晓东): 2016−2021
18. Wang Zhonglin (王忠林): 2021−

## Lista över Hubeis partisekreterare
1. Li Xiannian (李先念): 1949−1954
2. Wang Renzhong (王任重): 1954−1966
3. Zhang Tixue (张体学): 1966−1967
4. Zeng Siyu (曾思玉): 1970−1973
5. Zhao Xinchu (赵辛初): 1973−1978
6. Chen Pixian (陈丕显): 1978−1982
7. Guan Guangfu (关广富): 1983−1994
8. Jia Zhijie (贾志杰): 1994−2001
9. Jiang Zhuping (蒋祝平): 2001
10. Yu Zhengsheng (俞正声): 2001−2007
11. Luo Qingquan (罗清泉): 2007−2011
12. Li Hongzhong (李鸿忠): 2011−2016
13. Jiang Chaoliang (蒋超良): 2016−2020
14. Ying Yong (应勇): 2020−2022[28]
15. Wang Menghui (王蒙徽): 2022- present